# Ständeliteratur

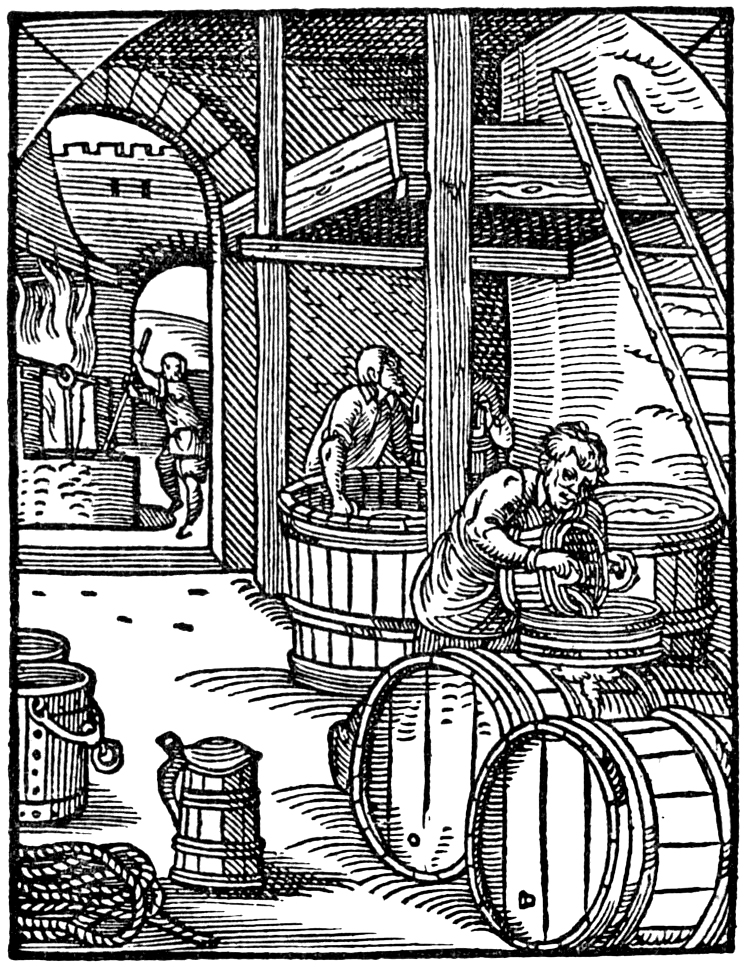
Holzschnitt Der Bierbreuwer (Bierbrauer), aus Jost Ammans Ständebuch (1568)

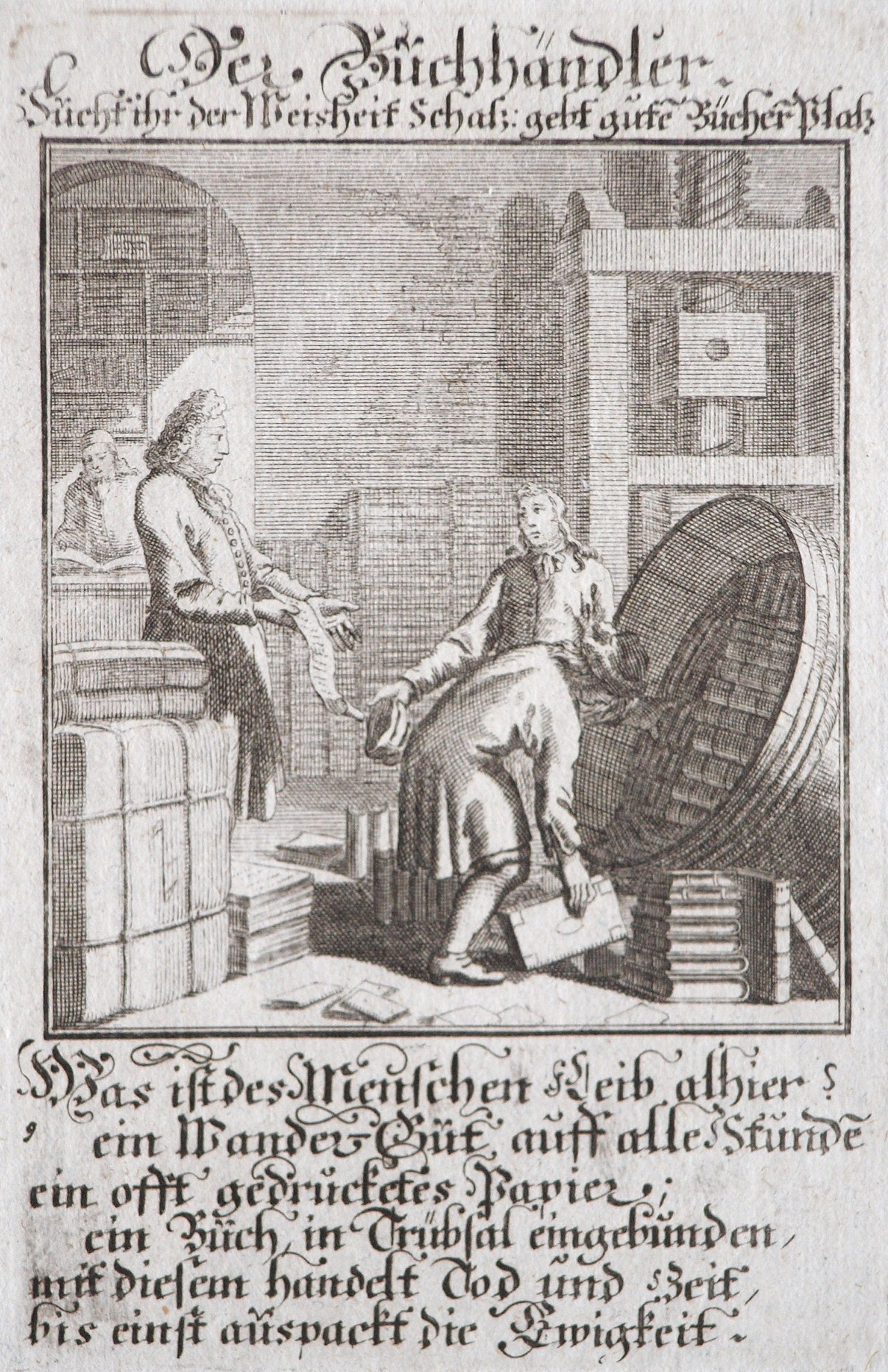
Kupferstich Der Buchhändler aus der Abbildung der gemein-nützlichen Haupt-Stände von Christoph Weigel, Regensburg 1698

Ständeliteratur wird Literatur der Frühen Neuzeit genannt, die Aufgaben und die Bedeutung geistlicher und weltlicher Herrscher, Künstler, Händler und Handwerker beschreibt und zumeist anschaulich mit Holzschnitten oder Kupferstichen illustriert ist. Ständebücher sind heute wichtige Quellen zur Wirtschafts- und Kulturgeschichte.

## Herleitung des Begriffs
Die Ständebücher des ausgehenden Mittelalters bzw. der Frühen Neuzeit orientierten sich als Nachschlagewerke am gesellschaftlichen Ordnungssystem der Ständegesellschaft. Die Darstellungen begannen häufig mit dem geistlichen Stand (Papst, Bischof), gefolgt vom Adel (Kaiser, König, Herzog, Fürst) und endeten mit den Berufsständen der freien Bürger und Bauern. Weitere Untergliederungen folgten der Art des Broterwerbs, dem Berufsstand und der Ehrbarkeit der Berufe. Zuletzt wurden häufig Totengräber und Scharfrichter beschrieben. Geschichtliche Darstellungen, die Benennung wichtiger Persönlichkeiten, Beschreibungen charakteristischer Arbeitsabläufe und Tätigkeitsprofile, wirtschaftsgeographische Angaben, sittlich-moralische Darstellungen und Kleidungsvorschriften bilden den Kerngehalt dieser Schriften.
Die im 18. Jahrhundert immer populärer werdenden Enzyklopädien wie das Grosse vollständige Universal-Lexicon Aller Wissenschafften und Künste von Johann Heinrich Zedler oder Spezialenzyklopädien wie die Oeconomische Encyclopädie von Johann Georg Krünitz ersetzten allmählich die Ständeliteratur. Spätestens das Gemüths vergnügende historische Handbuch für Bürger und Bauern von Johann Gottfried Gregorii markiert 1744 durch seine alphabetische Ordnung den Übergang vom Ständebuch zum Berufe-Lexikon.

## Bekannte Werke
- Jost Amman, Hans Sachs: Eygentliche Beschreibung Aller Stände auff Erden / Hoher und Nidriger / Geistlicher und Weltlicher / Aller Künsten / Handwercken und Händeln … Frankfurt am Main 1568.[3]
- Thomas Garzoni (1549–1589): Piazza universale: Das ist: Allgemeiner Schawplatz, Marckt und Zusammenkunfft aller Professionen, Künsten, Geschäfften, Händeln und Handtwercken. Italienischer Originaltitel: La piazza universale di tutte le professioni del mondo. Venedig 1585 ( Deutsche Ausgabe bei Merian, Frankfurt 1659; HAB Wolfenbüttel).
- Timotheus Polus (1599–1642): Lustiger Schawplatz, da allerley Personen, Aempter, Stände, Künste, Händel, Gewerbe und Handwercke, wie auch derselben Anfänger, Erfinder und Vermehrer bey einander sind; Aus Bramero, Garzonio, Laurembergio, Camerario … u. andern … Scribenten kurtz zs. gezogen. Jena 1651.
- Christoph Weigel: Abbildung der gemein-nützlichen Haupt-Stände von denen Regenten und ihren so in Friedens- als Kriegs-Zeiten zugeordneten Bedienten an biss auf alle Künstler und Hand-wercker nach jedes Ambts- und Beruffs-Verrichtungen weist nach dem Leben gezeichnet |auch nach dero Ursprung, Nutzbar- und Denck-würdigkeiten kurtz doch gründlich beschrieben und ganz neu an den Tag geleget. Regensburg 1698.
- Abraham a Sancta Clara, Christoph Weigel: Etwas für alle, das ist, eine kurtze Beschreibung allerley Stands- Amts- und Gewerbs-Personen mit beygedruckter Sittlichen Lehre und Biblischen Concepten, durch welche der Fromme mit gebührendem Lob hervorgestrichen, der Tadelhafte aber mit einer mässigen Ermahnung nicht verschont wird. Nürnberg 1699.